# Hybauchenidium holmi
Hybauchenidium holmi là một loài nhện trong họ Linyphiidae.
Loài này thuộc chi Hybauchenidium. Hybauchenidium holmi được Yuri M. Marusik miêu tả năm 1988.